# Slieve League
Slieve League poznata i kao Slieve Leag ili Slieve Liag (irski: Sliabh Liag)  je planina na obali Atlantskog oceana u Irskoj.

## Položaj
Slieve League se nalazi u županiji Donegal u sjeveroistočnoj Irskoj.

## Opis
Planina je visoka 601 metar, ima neke od najviših morskih litica na irskom otoku. Iako je manje poznat od Cliffs of Moher u županiji Clare, litice Slieve Leaguea su gotovo tri puta veće.